# هوب لارسون
هوب لارسون (بالإنجليزية: Hope Larson)‏ هي رسامة كارتون أمريكية، ولدت في 17 سبتمبر 1982 في آشفيل في الولايات المتحدة.